# Вудс, Гранвилл
Гранвилл Вудс (23 апреля 1856 — 30 января 1910) — американский инженер-самоучка, изобретатель и ученый, получивший за свою жизнь более 50 патентов на изобретения. Афроамериканец; считается первым крупным афроамериканским изобретателем.
Подробностей о семье Вудса известно мало: считается, что его отец был чернокожим, а мать происходила из индейско-негритянской семьи. Родился и вырос в городе Колумбус, до 10 лет посещал школу, но затем был вынужден оставить её по причине крайней бедности своей семьи и пойти работать. Известно, что был учеником в механической мастерской, освоил профессии машиниста и кузнеца. В 1872 году поступил работать пожарным на железную дорогу в Миссури, где в скором времени смог стать инженером. В 1876 году переехал в Спрингфилд, Иллинойс, и работал оператором прокатного стана на местном металлургическом заводе, одновременно, по некоторым данным, будучи в 1876—1878 годах студентом колледжа электротехники и машиностроения (хотя достоверных сведений о его образовании нет). В 1878 году устроился работать на британский пароход, на котором ходил два года и добился должности его главного инженера. Вернувшись в Америку, поступил работать инженером на железную дорогу на юго-западе Огайо, в том же 1880 году переехал в Цинциннати, где открыл свой бизнес как инженер-электрик и изобретатель. В 1892 году переехал в Нью-Йорк, где владел своей компанией совместно с братом.
В 1885 году Вудс запатентовал устройство под названием телефонограф, позволявшее отправлять голосовые и телеграфные сообщения по одному проводу, а в 1887 году — своё главное изобретение, так называемый мультплексный телеграф, который обеспечил связь между вокзалами и движущимися поездами. Вудс уже при жизни пользовался большим уважением в афроамериканских кругах, где его называли «Чёрным Эдисоном», хотя сам стеснялся своего происхождения и предпочитал представляться как эмигрировавший в США австралийский абориген.